# Brave Entertainment
Brave Entertainment (en hangul: 브레이브 엔터테인먼트), también conocida como Brave Sound Entertainment, es una agencia de entretenimiento y de talentos multinacional privada con sede en Seúl, Corea del Sur, fundada en febrero de 2008 por Kang Dong Chul, más conocido como Brave Brothers.

## Historia
Brave Entertainment fue fundada en febrero de 2008 por Kang Dong Chul, conocido por su nombre artístico Brave Brothers, después de que dejó YG Entertainment, en donde se desempeñó durante cuatro años, desde 2004 hasta el 2008, como productor y compositor. Brave Brothers de Brave Entertainment ha colaborado con Starship Entertainment cuando se reveló que produjo la canción debut del grupo femenino Sistar «Push Push»,  y ha estado produciendo canciones para ellas, incluida sus canciones «So Cool» y «Solo».
Desde 2011, la compañía gestiona al grupo femenino Brave Girls, mientras que el año 2020 hizo debutar al grupo masculino DKB.

## Artistas

### Grupos
- DKB (2019-presente)

### Productores
- Brave Brothers (2008-presente)
- Maboos (마부스)
- Chakun (차쿤)
- JS
- 2CHAMP
- RedCookie (레드쿠키)[4]

## Artistas antiguos
| - Big Star (2012-2019) - Brave Girls (2011-2023) - Electroboyz - Cherrsee - One (1Punch, 2015) - Samuel (1Punch, 2015-2021) - Elephant Kingdom (2008-2016) - Park Eunyoung (Brave Girls, 2011–2013) - Park SeoA (Brave Girls, 2011–2013) - Han Yejin (Brave Girls, 2011–2013) - Jung Yoo-jin (Brave Girls, 2011–2017) - Noh Hye-ran (Brave Girls, 2011–2019) - Lee Ha-yun (Brave Girls, 2015–2019) - Park Soo-jin | - Kim Sa-rang - Jung Man-sik - Oh Kwang-Seok (Big Star's FeelDog) |